# Ipomoea calantha
Ipomoea calantha là một loài thực vật có hoa trong họ Bìm bìm. Loài này được Griseb. mô tả khoa học đầu tiên năm 1866.